# 天主教曼谷總教區
天主教曼谷總教區（拉丁語：Archidioecesis Bangkokensis）是泰國一個羅馬天主教教省總教區，也是該國兩個總教區之一。
曼谷教省下轄清邁、那空沙旺、叻武里、尖竹汶和素叻他尼五個教區。
總教區範圍包括泰國中部地區的曼谷、大城府、佛統府、暖武里府、巴吞他尼府、北欖府、素攀府、龍仔厝府、北柳府一部及坤西育府的一部。2006年有教友111,514人、51個堂區、212名司鐸。總主教為江薩·戈威瓦尼樞機，榮休總主教為米猜·格汶春樞機。
1662年設暹羅代牧區，1924年改稱曼谷代牧區，1965年12月18日升為總教區。